# 諾韋 (科諾托普區)
51°21′53″N 33°13′7″E / 51.36472°N 33.21861°E
諾韋（烏克蘭語：Нове）是位於烏克蘭東北部的村莊，由蘇梅州科諾托普區的波皮夫卡市鎮負責管轄。該村處於謝伊姆河右岸，距離普里謝伊米維亞、奧扎里奇和柳比托韋1.5公里，海拔高度123米，2001年人口38。